# شهرستان بهارستان

بخش‌های شهرستان بهارستان

بَهارِستان شهرستانی در جنوب غرب استان تهران است که از سال ۱۳۸۹ با ترکیب بخش‌های گلستان و بوستان (نسیم‌شهر) از شهرستان رباط کریم مستقل گردید.

## پیشینه
در تاریخ ۴ اسفند سال ۱۳۸۹ با پیشنهاد وزارت کشور ایران و  ابلاغ مصوبه از سوی محمدرضا رحیمی معاون اول رئیس جمهور در هیئت دولت دهم جمهوری اسلامی ایران در دوران ریاست جمهوری محمود احمدی‌نژاد، بخش‌های گلستان و بوستان با تغییر در نقشه جغرافیای کشور، از شهرستان رباط کریم جدا شد و توسط مرتضی تمدن استاندار تهران، در شانزدهمين جلسه شوراي اشتغال استان تهران اعلام کرد که تشکیل این شهرستان یکی از "سیاست های عدالت محور" دولت آقای احمدی نژاد است و تدوین بودجه آن در سال جاری از اولویت های مدیریت استان تهران است. همچنین می‌توان اعلام نمود شهرستان بهارستان جدیدترین شهرستان استان تهران است که پس از تشکیل این شهرستان، شهرستان‌های استان تهران به 14 شهرستان افزایش یافت. ابلاغ شده است، شهر نصیر آباد از بخش گلستان شهرستان رباط کریم جدا و به بخش مرکزی شهرستان بهارستان الحاق می شود. این عمل به منظور افزایش اختیارات و ارائهٔ خدمات بیشتر انتزاع پیدا کرد و با نام شهرستان بهارستان به شهرستان مستقل تبدیل شد. این شهرستان درحالی از شهرستان رباط کریم جدا شد که بسیاری از کارمندها و حتی مقام‌های دولتی بر این باورند که این تغییرات و تقسیم بندی ها می تواند تا حدود زیادی از تمرکز در پایتخت بکاهد. در عین حال برخی از مخالفان معتقدند این تقسیم بندی ها نیازمند صرف هزینه های مختلف است که کمکی به حل بحران تمرکز در پایتخت نمی کند.
با شروع سال ۱۳۹۰ خورشیدی اداره‌های دولتی تازه تأسیس در این شهرستان پدیدار شدند. همچنین بودجه‌هایی توسط سازمان تبلیغات اسلامی برای ساخت مساجد و تعلیم طلبه و روحانی در بهارستان اختصاص داده شده است. پس از جدایی از شهرستان رباط کریم یکی دیگر از ابتدایی‌ترین اعمال دولت؛ ایجاد یک اداره ثبت احوال مجزا برای این شهرستان تازه تأسیس بود. در ۱۳۹۰، اداره ثبت احوال شهرستان بهارستان با پیش شماره ۷۴۵ شروع بکار کرد و جایگزین اداره ثبت احوال رباط کریم با پیش شماره ۶۶۶ شد. اولین شناسنامه مربوط به یکی از شهروندهای تازه متولدشده در شهرستان بهارستان، در بهمن ۱۳۹۰ چاپ شد. در اسفند ۱۳۹۰، بیژن سلیمان پور فرماندار و رئيس حوزه انتخابيه رباط كريم و بهارستان طي اطلاعيه اي اعلام کرد ابراهیم نکو با كسب ۶۹۶۰۱ رأی موفق شد به عنوان نماینده مردم رباط كریم و بهارستان به مجلس راه یابد.

## تقسیمات کشوری

### بخش‌ها
بخش بوستان، بخش گلستان
شهرها:
- گلستان (شامل کوی گلستان، شهرک سبزدشت، شهرک الهیه، سلطان آباد، قلعه میر)
- نسیم شهر (شهرک خیر آباد ، حصارک ،اسماعیل آباد ، وجه آباد)
- صالحیه

روستاها:
- اورین
- همدانک
- خیرآبادپایین
- ریه
- امامزاده باقر

## بناهای تاریخی
- تپه قلعه وجه‌آباد
- تپه گلستان بهارستان
- امامزاده حسن (اسماعیل‌آباد)
- امام زاده باقر (صالحیه)

## بازار
- بازار مبل امام رضا (بازار مبل قلعه میر)
- بازار پوشاک سلطان آباد
- بازار پوشاک شهدای نسیم شهر
- بازار پارچه آزادگان نسیم شهر

## مسئولین
- مراد مرادی کرناچی (فرماندار بهارستان)[۹]
- حسن قشقاوی (نماینده مجلس)[۱۰]

## نگارخانه

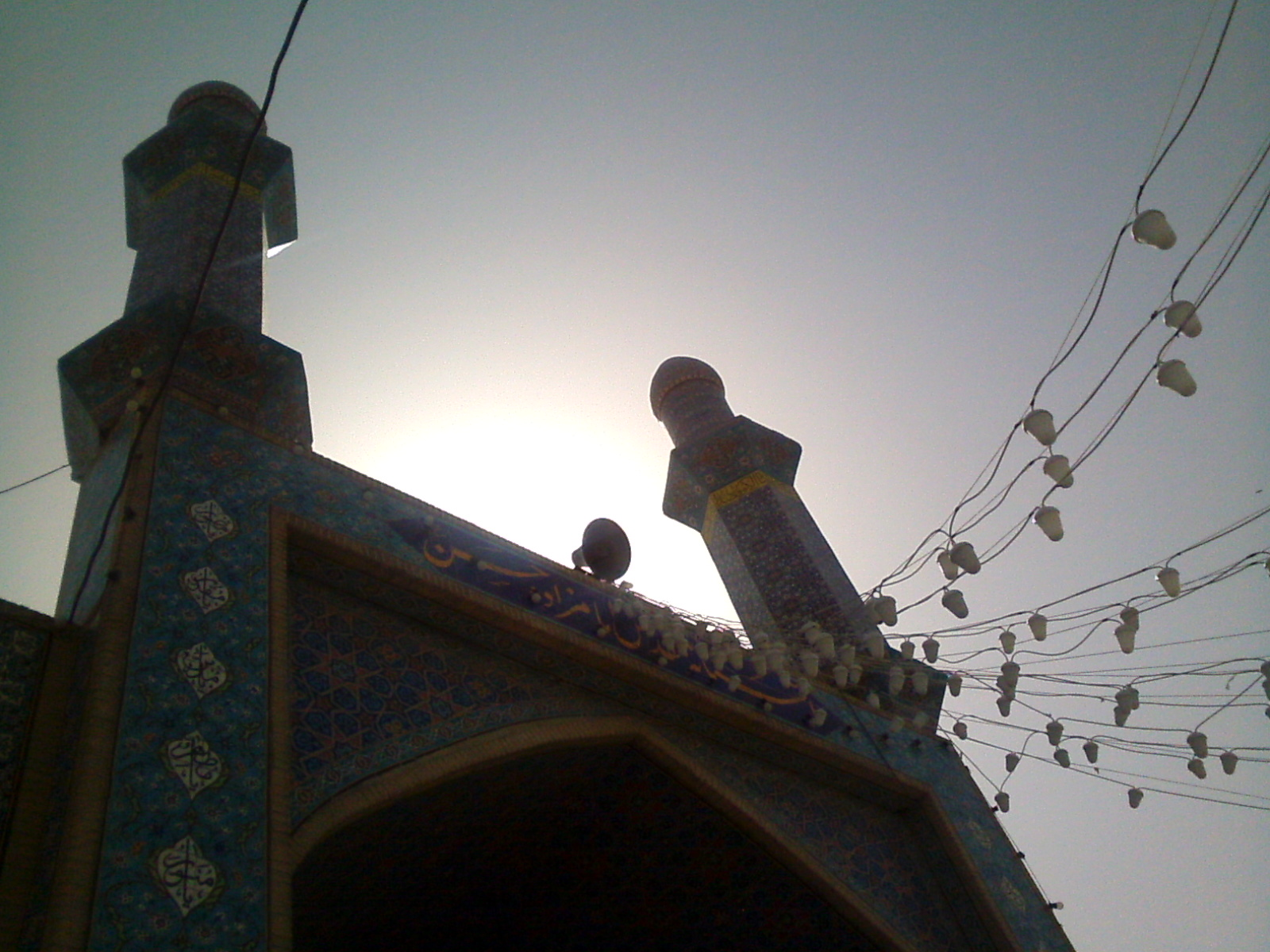
امامزاده حسن
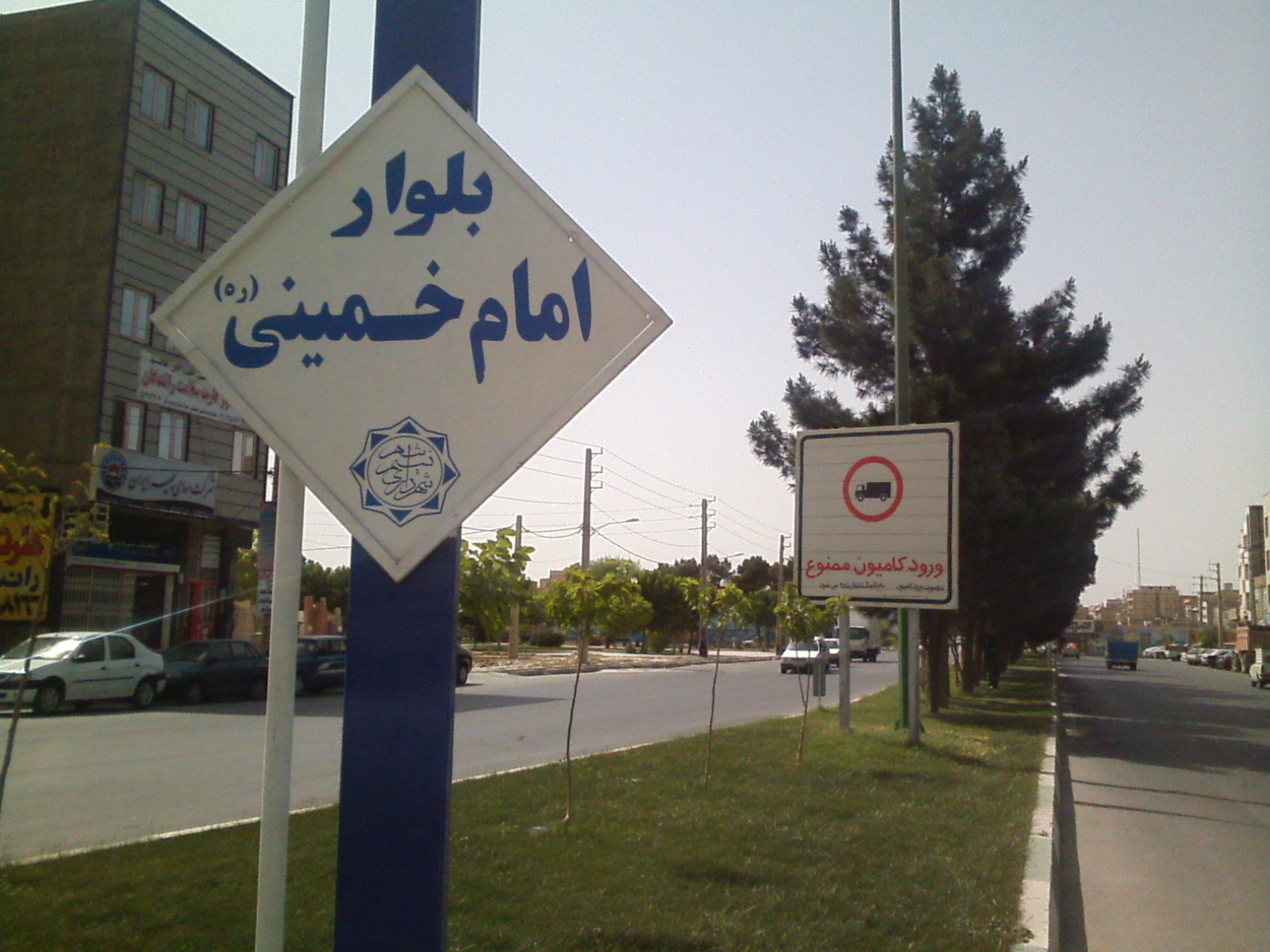
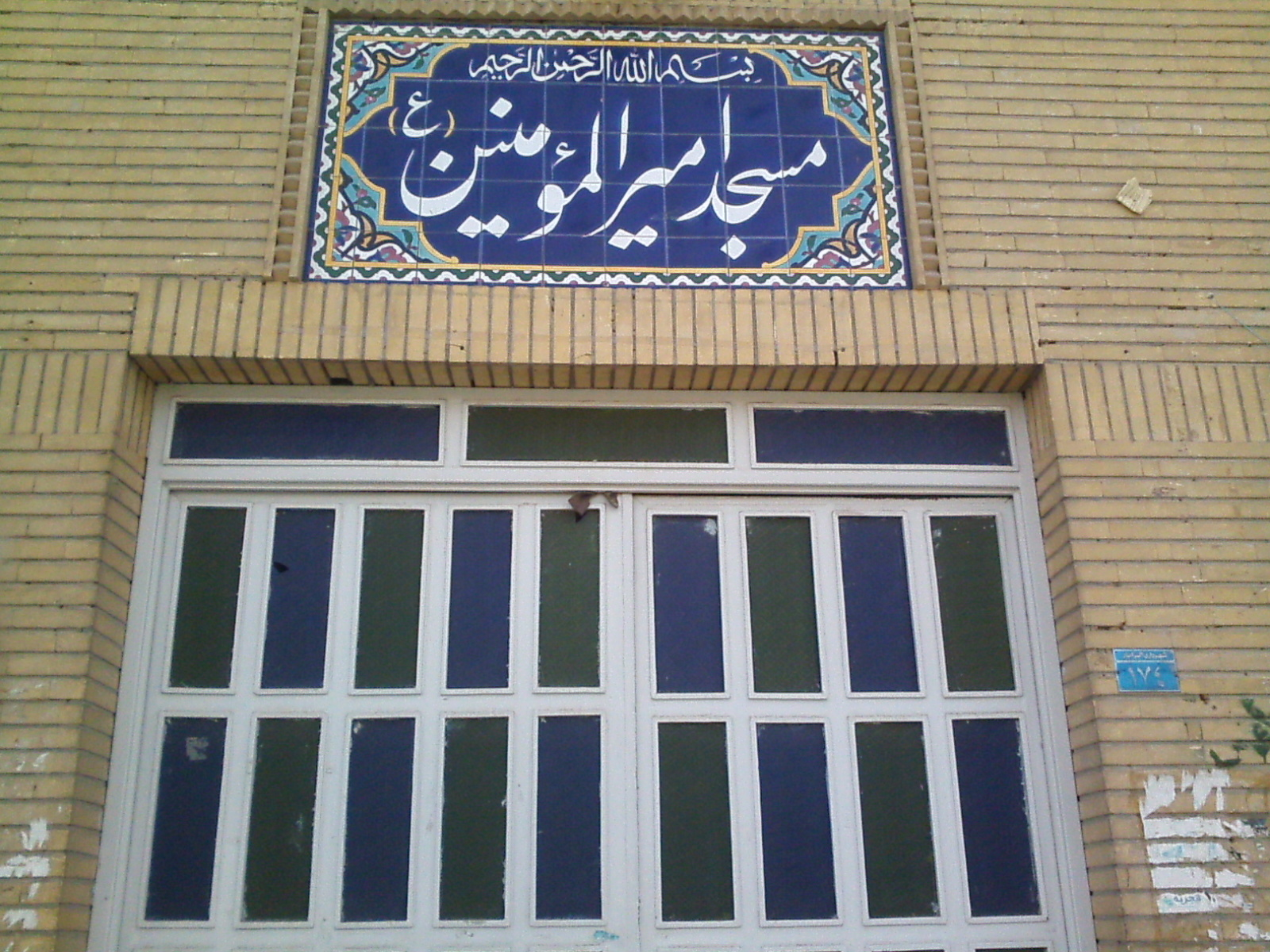
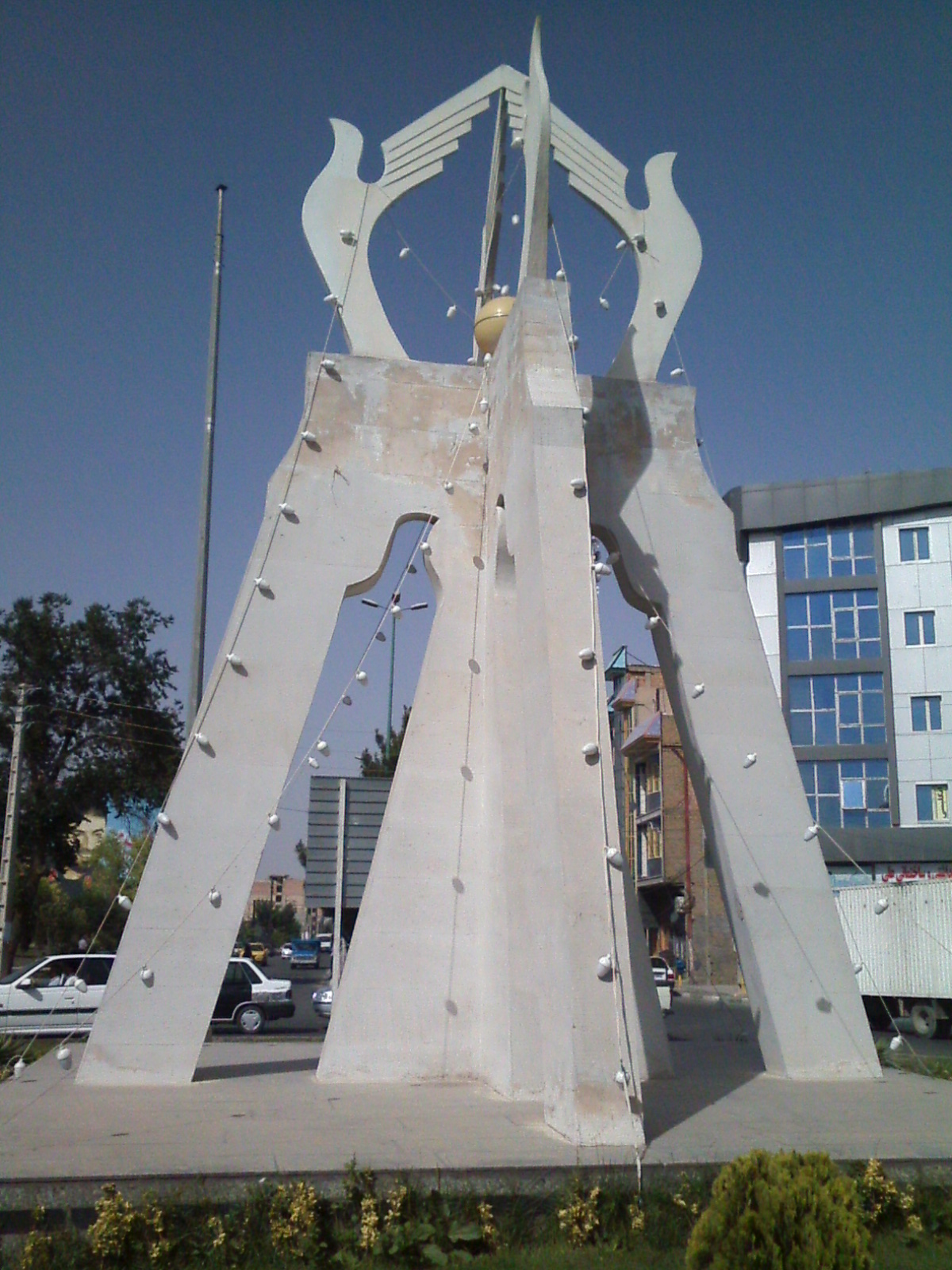
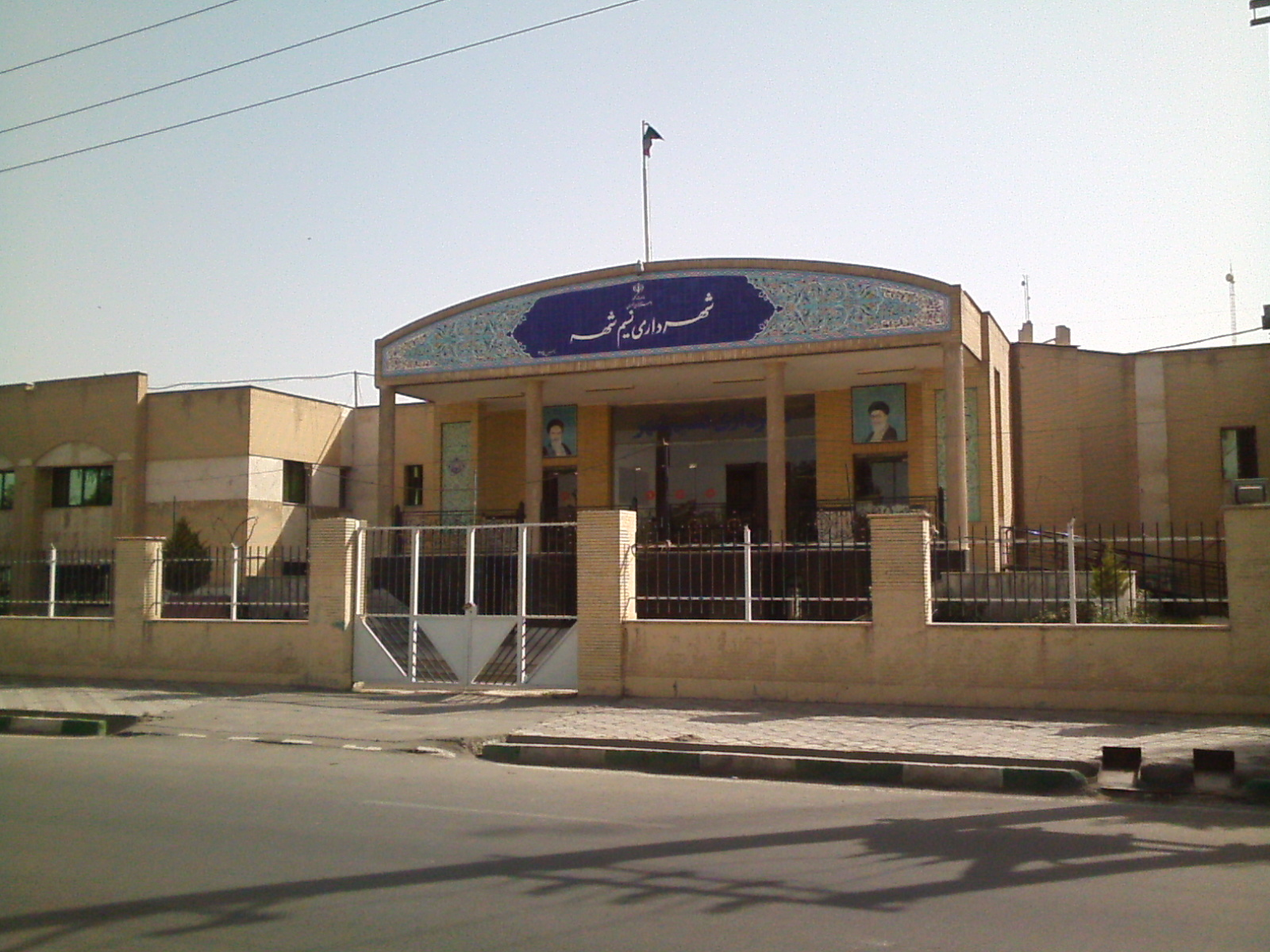
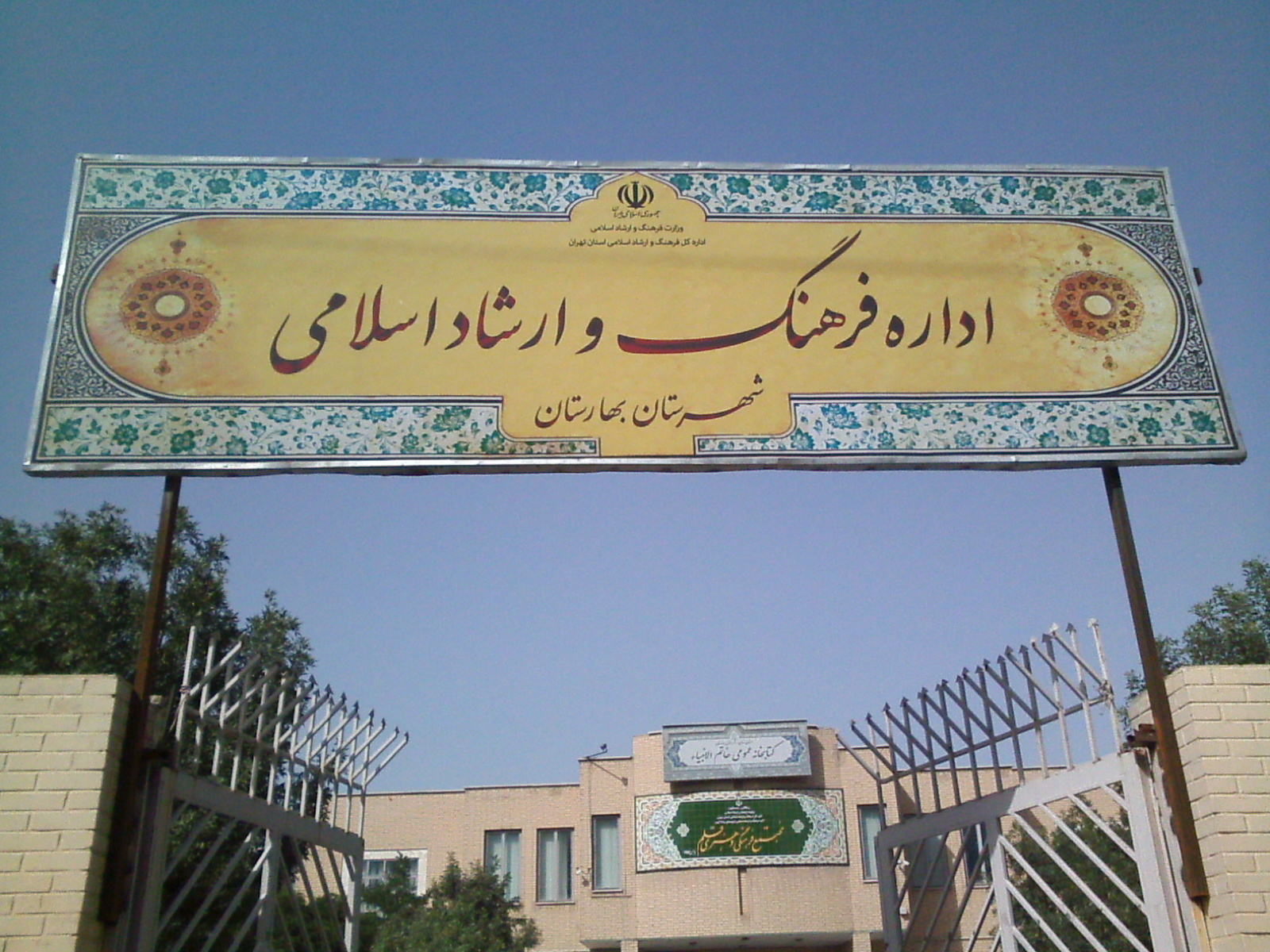
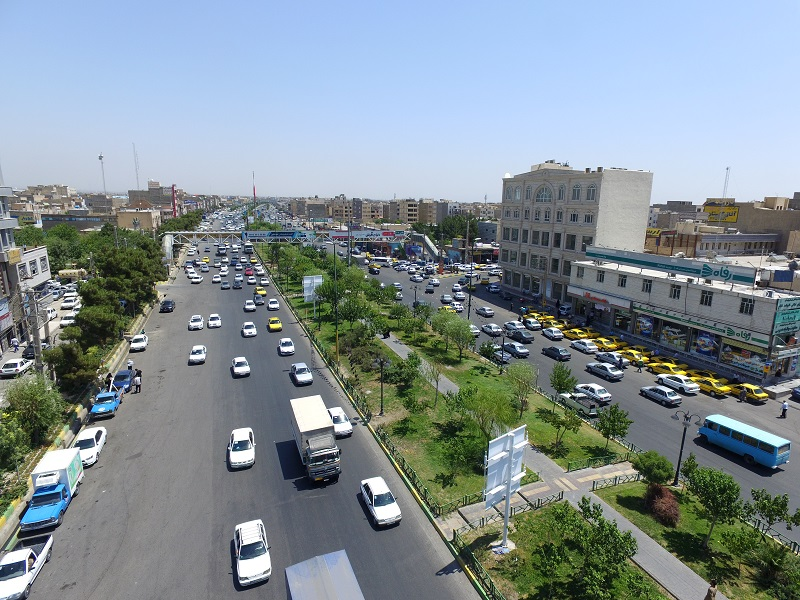
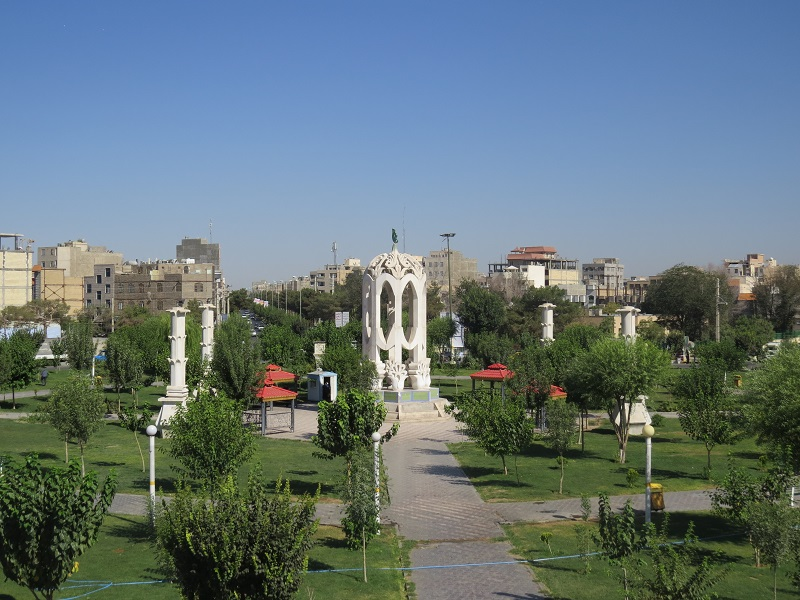
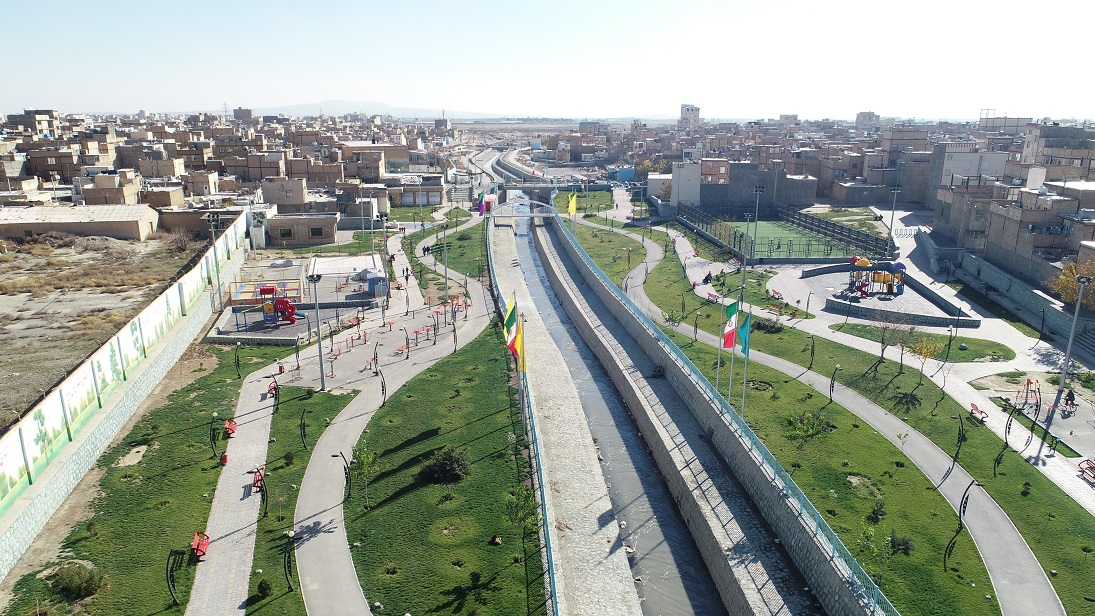
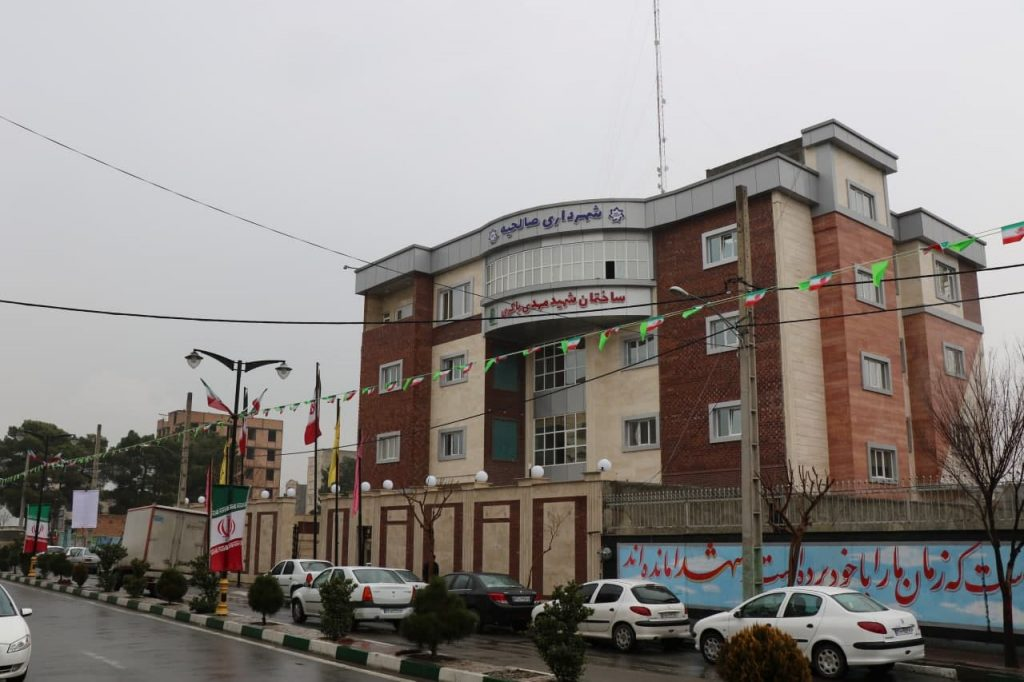